# پی‌ای‌آر (گروه موسیقی)
پی‌ای‌آر (به انگلیسی: PeR) گروه موسیقی لتونیایی است.
آن ها در مسابقه آواز یوروویژن ۲۰۱۳ نماینده لتونی بودند.